# NGC 1531
NGC 1531 è una piccola galassia lenticolare situata nella costellazione dell'Eridano, a una distanza di circa 55 milioni di anni luce dalla nostra Via Lattea.

## Scoperta
La galassia è stata scoperta il 19 ottobre 1835 dall'astronomo britannico John Herschel.

## Descrizione
NGC 1531 si trova in interazione gravitazionale con la grande galassia a spirale NGC 1532.
NGC 1531 è stata utilizzata da Gérard de Vaucouleurs come esempio di galassia del tipo morfologico "I0 pec" o "SB0 pec"  nel suo atlante delle galassie.
Dato il valore della sua luminosità superficiale pari a 11,98, NGC 1531 può essere inclusa tra le galassie che presentano una elevata luminosità superficiale.

## Gruppo di NGC 1532
NGC 1531 fa parte del Gruppo di NGC 1532 che comprende almeno 9 altre galassie secondo lo studio di A.M. Garcia : IC 2040, IC 2041, NGC 1532, NGC 1537, ESO 2359-29, ESO 359-31, ESO 420-5, ESO 420-6 e ESO 420-9.
Anche il sito « Un Atlas de l'Univers » di Richard Powell menziona l'esistenza di questo gruppo, ma vi include solo 4 galassie, cioè le tre del catalogo NGC e ESO 420-9.
Anche se si trova nella stessa regione di cielo, la galassia ESO 420-5 inclusa nella liste di Garcia non fa certamente parte del Gruppo di NGC 1532, perché la sua distanza è di 365 milioni di anni luce, che la situa ben al di là degli altri membri del gruppo.